# Memphis Tornadoes
I Memphis Tornadoes sono stati una franchigia di pallacanestro della WBA, con sede a Memphis, nel Tennessee, attivi dal 2008 al 2009.
Nacquero nel 2008 come Memphis Blues, terminando la stagione con un record di 3-4. L'anno successivo cambiarono nome in Memphis Tornadoes terminando con un record di 2-8.

## Stagioni
| Stagione | Lega | Denominazione     | V | P | %    | Piazzamento | Play-off |
| -------- | ---- | ----------------- | - | - | ---- | ----------- | -------- |
| 2008     | WBA  | Memphis Blues     | 3 | 4 | 42,9 | 3º          | -        |
| 2009     | WBA  | Memphis Tornadoes | 2 | 8 | 20,0 | 5º          | -        |